# الخط الزمني لثورة الشباب اليمنية
الخط الزمني لثورة الشباب اليمنية في المقالات الأربع التالية ذات الصلة بالثورة اليمنية 2011:
- الخط الزمني لثورة الشباب اليمنية (يناير - 2 يونيو 2011) :

تسلسل زمني منذ بدء الاحتجاجات في منتصف يناير 2011 إلى 2 يونيو 2011، يوم التفجير في جامع النهدين ومحاولة اغتيال الرئيس .
- الخط الزمني لثورة الشباب اليمنية (3 يونيو - 22 سبتمبر 2011) :

تسلسل زمني منذ التفجير في جامع النهدين ومحاولة اغتيال الرئيس في 3 يونيو 2011 إلى 22 سبتمبر 2011، في اليوم الأخير من حكم منصب نائب الرئيس.
- الخط الزمني لثورة الشباب اليمنية (23 سبتمبر - ديسمبر 2011) :

تسلسل زمني منذ عودة الرئيس في 23 سبتمبر 2011 إلى نهاية ديسمبر 2011.
- الخط الزمني لثورة الشباب اليمنية (يناير - 27 فبراير 2012) :

تسلسل زمني من بداية عام 2012 إلى لتنصيب رئيس جديد في 27 فبراير 2012.

## أحداث متصلة
- جمعة الكرامة
- قصف أرحب
- مجزرة جولة كنتاكي
- مسيرة ملعب الثورة بصنعاء
- معركة تعز
- معركة صنعاء (2011)